# Laguinge-Restoue
Laguinge-Restoue è un comune francese di 174 abitanti situato nel dipartimento dei Pirenei Atlantici nella regione della Nuova Aquitania.

## Società

### Evoluzione demografica
Abitanti censiti